# School of American Ballet
School of American Ballet är en balettskola belägen i Lincoln Center i New York. Skolan grundades 1934 av koreografen George Balanchine och Lincoln Kirstein.